# Aleuritopteris
Aleuritopteris, rod papratnjača iz potporodice Cheilanthoideae, dio porodice bujadovki (Pteridaceae). Postoje 44 vrste i 11 hibrida uglavnom u Kini, Indiji, Indokini, 3 u Africi, 2 u neotropima.

## Vrste
1. Aleuritopteris agetae Saiki
2. Aleuritopteris albofusca (Baker) Pic. Serm.
3. Aleuritopteris albomarginata (C. B. Clarke) Ching
4. Aleuritopteris anceps (Blanf.) Panigrahi
5. Aleuritopteris argentea (S. G. Gmel.) Fée
6. Aleuritopteris belensis (Weath. ex Copel.) H. Schneid.
7. Aleuritopteris bicolor (Roxb.) Fraser-Jenk.
8. Aleuritopteris bullosa (Kunze) Ching
9. Aleuritopteris chrysophylla (Hook.) Ching
10. Aleuritopteris dealbata (C. Presl) Fée
11. Aleuritopteris dubia (C. Hope) Ching
12. Aleuritopteris duclouxii (Christ) Ching
13. Aleuritopteris duthiei (Baker) Ching
14. Aleuritopteris ebenipes X. C. Zhang
15. Aleuritopteris farinosa (Forssk.) Fée
16. Aleuritopteris formosana (Hayata) Tagawa
17. Aleuritopteris gongshanensis G. M. Zhang
18. Aleuritopteris grevilleoides (Christ) G. M. Zhang & X. C. Zhang
19. Aleuritopteris grisea (Blanf.) Panigrahi
20. Aleuritopteris krameri (Franch. & Sav.) Ching
21. Aleuritopteris leptolepis (Fraser-Jenk.) Fraser-Jenk.
22. Aleuritopteris mexicana Fée
23. Aleuritopteris niphobola (C. Chr.) Ching
24. Aleuritopteris papuana (C. Chr.) H. Schneid.
25. Aleuritopteris parishii Fraser-Jenk.
26. Aleuritopteris pentagona Saiki
27. Aleuritopteris pseudoargentea S. K. Wu
28. Aleuritopteris pygmaea Ching
29. Aleuritopteris rosulata (C. Chr.) Ching
30. Aleuritopteris rouxii Fraser-Jenk. & E. Wollenw.
31. Aleuritopteris rufa (D. Don) Ching
32. Aleuritopteris scioana (Chiov.) Fraser-Jenk. & Dulawat
33. Aleuritopteris siamensis S. K. Wu
34. Aleuritopteris sichouensis Ching & S. K. Wu
35. Aleuritopteris speciosa Ching & S. K. Wu
36. Aleuritopteris squamosa (C. Hope & Wright) Ching
37. Aleuritopteris stenochlamys Ching
38. Aleuritopteris subargentea Ching ex S. K. Wu
39. Aleuritopteris subdimorpha (C. B. Clarke & Baker) Fraser-Jenk.
40. Aleuritopteris tamburii (Hook.) Ching
41. Aleuritopteris veitchii (Christ) Ching
42. Aleuritopteris welwitschii (Hook. ex Baker) Ching
43. Aleuritopteris wollenweberi Fraser-Jenk.
44. Aleuritopteris yalungensis H. S. Kung
45. Aleuritopteris × confundans Fraser-Jenk.
46. Aleuritopteris × fraser-jenkinsii (Thapa) Fraser-Jenk. & Khullar
47. Aleuritopteris × gardneri Fraser-Jenk.
48. Aleuritopteris × godavariensis Fraser-Jenk. & Khullar
49. Aleuritopteris × hamiltonii Fraser-Jenk.
50. Aleuritopteris × khasiana Fraser-Jenk.
51. Aleuritopteris × nepalensis Fraser-Jenk.
52. Aleuritopteris × pangteyi Fraser-Jenk. & E. Wollenw.
53. Aleuritopteris × unicolor Fraser-Jenk. & Khullar
54. Aleuritopteris × vermae (Fraser-Jenk. & Viane) Fraser-Jenk. & Khullar
55. Aleuritopteris × wallichiana Fraser-Jenk.

## Sinonimi
- Allosorus Bernh.
- Gymnia Hamilton ms. ex D.Don
- Sinopteris C.Chr. & Ching
- Negripteris Pic.Serm.
- Leptolepidium K.H.Shing & S.K.Wu